# Валентиніан III
Валентиніан III (лат. Flavius Placidus Valentinianus, * 2 липня 419, Равенна — † 16 березня 455, Рим) — імператор Гесперійської (Західної Римської) імперії з 425 по 455 рік.

## Походження
Валентиніан був сином командира військ і пізніше імператора Констанція III та Галли Плацидії, доньки імператора Феодосія Великого. 23 жовтня 424 року його дядько Феодосій II надав йому титул цезаря і надіслав на чолі війська проти узурпатора Іоанна. Після перемоги у короткій війні 23 жовтня 425 року 6-річний цезар отримав титул августа і став формальним володарем Гесперійської імперії.

## Правління
Зазвичай імперією керувала мати Валентініана Галла Плацидія (до 450) і Magister militum Аецій. У 437 одружився з Ліцінією Євдоксією, дочкою свого дядька Феодосія II. Час його правління позначений також періодом Великого переселення народів, що створювало постійну загрозу імперії. Більше 20 років Аецій з успіхом відбивав напади варварів на північні і східні області імперії. З 429 року Африкою оволоділи вандали які завдяки ворожнечі, що існувала між Аецієм та намісником цієї провінції Боніфацієм, легко досягли там свого панування і утвердились там остаточно завоювавши Карфаген (439). У 451 році Аецій переміг гунів у Битві на Каталаунських полях, однак це не стримало їх від плюндрувань північної Італії. Після смерті Аттіли, військовий тиск на імперію зменшився і Валентиніан вирішив сам керувати військами та вбив свого геніального полководця Аеція (454).
Вже наступного року, 16 березня 455, Валентиніан був заколотий прибічниками Аеція при інспекції військ.
Владу узурпував Петроній Максим, який одружується на вдові Валентиніана — Ліцинії Євдоксії. Зразу ж після того вандали під керівництвом Гейзеріха знову нападають на Рим і забирають його дві дочки Євдосію та Плацидію у Африку. Євдокія була заручена з сином Гейзеріха — Гунеріхом, що після одруження її з сином Петронія Максима — Палладієм, стало формальною причиною нападу. Після прибуття в Африку вона одружилася з ним.

## Образ у мистецтві
- Аттіла-завойовник (мінісеріал) (США, 2001) — Валентініан ІІІ є одним з головних героїв, його зіграв американський актор Рег Роджерс.